# 四国同盟 (1718年)
四国同盟（しこくどうめい、英語: Quadruple Alliance）、またはロンドン条約（ロンドンじょうやく、英語: Treaty of London）は、1718年8月2日に締結された、グレートブリテン王国、フランス王国、ハプスブルク君主国（オーストリア）、ネーデルラント連邦共和国（オランダ）の間の条約。
条約は1713年のユトレヒト条約を再確認するとともに、サヴォイア公国がシチリア王国をハプスブルク家のサルデーニャ王国と交換することを定めた。神聖ローマ皇帝カール6世は両シチリアを統一し、フェリペ5世をスペイン王として承認した。
しかし、フェリペ5世のサルデーニャ侵攻とシチリア侵攻により、同年には四国同盟戦争が勃発した。